# José Alberto Pesquera
José Alberto Pesquera Martínez (León, 21 de julio de 1950) es un entrenador de baloncesto español. Es hermano del también entrenador de baloncesto Mario Pesquera.

## Trayectoria deportiva
- 1979-1980 : Miñón Valladolid. Segundo entrenador ayudante de Vicente Sanjuán en el primer equipo y responsable de la cantera.
- 1980-1984 : Miñón Valladolid. Segundo entrenador ayudante de su hermano Mario Pesquera en el primer equipo y responsable de la cantera.
- 1984-1988 : Tizona Burgos ( 1ª B )
- 1988-1989 : Caja San Fernando ( 1ª B )
- 1995-1996 : Caja San Fernando Esta temporada ocupa el cargo de Director Técnico del Club.
- 1996-1997 : CB Granada
- 1997-1998 : Caja San Fernando Empieza la temporada como director técnico de la Federación Andaluza hasta que el 12/03/98 se hace cargo del Caja San Fernando sustituyendo a Salva Maldonado.
- 1998-1999 : Cáceres CB
- 1999-2000 : CB Granada (LEB)